# Metro Manila Film Festival
Het Metro Manila Film Festival is een Filipijns filmfestival. Het festival wordt sinds 1975 ieder jaar van 25 december tot de eerste week van januari georganiseerd in de Filipijnse hoofdstad Manilla. Tijdens dit belangrijkste filmfestival worden in het hele land alleen Filipijnse films getoond die zijn goedgekeurd door de jury van het festival. Ook worden er elk jaar prijzen uitgereikt in diverse categorieën, zoals die voor beste acteur, beste actrice en beste film.